# Pro Patria et Libertate Sezione Calcio 1957-1958
Questa voce raccoglie le informazioni riguardanti la Pro Patria et Libertate Sezione Calcio nelle competizioni ufficiali della stagione 1957-1958.

## Stagione
Nella stagione 1957-1958 la Pro Patria ha disputato il campionato a girone unico di Serie C, un torneo a 18 squadre che prevede due promozioni in Serie B e nessuna retrocessione in IVª Serie per via di una nuova riforma della terza serie chiamata "Lodo Pasquale", che prevede una Serie C non più a girone unico, e quindi un allargamento dei suoi quadri. Con 29 punti la Pro Patria si piazza in quindicesima posizione; salgono in Serie B la Reggiana con 43 punti ed il Vigevano con 41 punti.
In casa bustocca a novembre viene eletto presidente Daniele Pini, la guida tecnica è affidata a Cesare Pellegatta e Beniamino Santos. Poiché non sono previste retrocessioni, la squadra può operare con maggiore tranquillità. Rientrano a Busto Arsizio i veterani Angelo Turconi e Antonio Azimonti, dal vivaio locale vengono promossi in prima squadra Francesco Mungai, autore di 12 reti, e l'ala sinistra Abbondanzio Pagani che segnerà 6 reti. Il giovane Aldo Bernasconi, proveniente dalla Malnatese, realizza 9 reti. Entrano in società gli imprenditori Enrico Candiani e Giuseppe Mancini, destinati a ricoprire ruoli di rilievo nella Pro Patria nei due decenni successivi.

## Rosa
| N. |                   | Ruolo | Calciatore          |
| -- | ----------------- | ----- | ------------------- |
|    | Italia (bandiera) | D     | Giancarlo Amadeo    |
|    | Italia (bandiera) | D     | Antonio Azimonti    |
|    | Italia (bandiera) | A     | Aldo Bernasconi     |
|    | Italia (bandiera) | C     | Vittorino Calloni   |
|    | Italia (bandiera) | D     | Danilo Colombo      |
|    | Italia (bandiera) | P     | Eldino Danelutti    |
|    | Italia (bandiera) | D     | Carlo Farè          |
|    | Italia (bandiera) | P     | Antonio Filè        |
|    | Italia (bandiera) | C     | Marcello Granchetti |
|    | Italia (bandiera) | A     | Angelo Merlotti     |
|    | Italia (bandiera) | A     | Clemente Moroni     |
|    | Italia (bandiera) | A     | Francesco Mungai    |
|    | Italia (bandiera) | A     | Abbondanzio Pagani  |

| N. |                   | Ruolo | Calciatore           |
| -- | ----------------- | ----- | -------------------- |
|    | Italia (bandiera) | A     | Alessandro Pin       |
|    | Italia (bandiera) | A     | Luigi Porro          |
|    | Italia (bandiera) | A     | Benvenuto Quaglia    |
|    | Italia (bandiera) | C     | Angelo Rimoldi       |
|    | Italia (bandiera) | C     | Franco Rondanini     |
|    | Italia (bandiera) | C     | Sergio Sospetti      |
|    | Italia (bandiera) | D     | Giuseppe Taglioretti |
|    | Italia (bandiera) | C     | Rino Testa           |
|    | Italia (bandiera) | C     | Eraldo Tizzoni       |
|    | Italia (bandiera) | C     | Franco Tumiati       |
|    | Italia (bandiera) | C     | Angelo Turconi       |
|    | Italia (bandiera) | C     | Giovanni Visintin    |
|    | Italia (bandiera) | C     | Guido Zagano         |

## Risultati

### Girone di andata
| Arbitro: | De Magistris (Torino) |

|                |           |  |
| Campagnoli 11’ | Marcatori |  |

| Arbitro: | Orlandi (Torino) |

|                                 |           |  |
| Quaglia 15’, 16’ Bernasconi 45’ | Marcatori |  |

| Arbitro: | Babini (Ravenna) |

|               |           |  |
| Campanini 89’ | Marcatori |  |

| Busto Arsizio 6 ottobre 1957 4ª giornata | Pro Patria      | 0 – 0 | Legnano | Stadio Comunale\| Arbitro: \| Guidi (Brescia) \| |
| Arbitro:                                 | Guidi (Brescia) |       |         |                                                  |

| Arbitro: | Zaza (Molfetta) |

|                           |           |                |
| Caruso 13’ Magnavacca 43’ | Marcatori | 15’ Bernasconi |

| Arbitro: | Basciu (Genova) |

|                                 |           |  |
| Mungai 17’ Pagani 18’, 22’, 61’ | Marcatori |  |

| Arbitro: | D'Agostini (Roma) |

|           |           |  |
| Moroni 1’ | Marcatori |  |

| Arbitro: | Gambarotta (Genova) |

|             |           |  |
| Bosisio 38’ | Marcatori |  |

| Arbitro: | Smorto (Reggio Calabria) |

|               |           |  |
| Bernasconi 2’ | Marcatori |  |

| Cremona 17 novembre 1957 10ª giornata | Cremonese            | 0 – 0 | Pro Patria | Stadio Giovanni Zini\| Arbitro: \| Carbonelli (Brescia) \| |
| Arbitro:                              | Carbonelli (Brescia) |       |            |                                                            |

| Arbitro: | Tavolini (Ferrara) |

|                        |           |             |
| Sospetti 30’, 35’, 88’ | Marcatori | 40’ Ariagno |

| Arbitro: | Bartolomei (Roma) |

|                                           |           |           |
| Calloni 22’ Mungai 25’ Mariani 83’ (aut.) | Marcatori | 52’ Magni |

| Arbitro: | Leita (Udine) |

|                                        |           |  |
| Biagi 21’ Pratesi 39’ Magheri 46’, 74’ | Marcatori |  |

| Arbitro: | Baldassarre (Udine) |

|                          |           |           |
| Sassi 47’ Ghersetich 77’ | Marcatori | 49’ Porro |

| Arbitro: | Morini (Reggio Emilia) |

|                      |           |                                   |
| Pagani 8’ Mungai 32’ | Marcatori | 31’ (rig.) Pedemonte 77’ Bellotti |

| Arbitro: | Fornari (Bologna) |

|  |           |            |
|  | Marcatori | 71’ Mungai |

| Busto Arsizio 19 gennaio 1958 17ª giornata | Pro Patria    | 0 – 0 | Reggiana | Stadio Comunale\| Arbitro: \| Leita (Udine) \| |
| Arbitro:                                   | Leita (Udine) |       |          |                                                |

### Girone di ritorno
| Arbitro: | Ascari (Carpi) |

|                                                   |           |  |
| Mungai 4’ (rig.) Bernasconi 29’, 67’ Sospetti 78’ | Marcatori |  |

| Arbitro: | Morini (Reggio Emilia) |

|             |           |                |
| Alicata 87’ | Marcatori | 65’ Bernasconi |

| Arbitro: | Tavolini (Ferrara) |

|            |           |                   |
| Mungai 13’ | Marcatori | 85’ (rig.) Raffin |

| Arbitro: | Boati (Milano) |

|                                   |           |                             |
| Moretti 31’, 66’, 74’ Bocchio 42’ | Marcatori | 63’ Bernasconi 82’ Sospetti |

| Arbitro: | Vanni (Pisa) |

|                       |           |  |
| Mungai 42’ (rig.) 88’ | Marcatori |  |

| Arbitro: | Ascari (Carpi) |

|                          |           |               |
| Bozzetti 25’ Orlando 29’ | Marcatori | 7’ Turconi II |

| Arbitro: | Righetti (Torino) |

|           |           |  |
| Canal 84’ | Marcatori |  |

| Arbitro: | Genel (Trieste) |

|            |           |                       |
| Pagani 46’ | Marcatori | 17’ Perin 38’ Bosisio |

| Arbitro: | De Robbio (Torre Annunziata) |

|            |           |  |
| Bertoni 1’ | Marcatori |  |

| Arbitro: | Baldassarre (Udine) |

|                       |           |  |
| Pagani 25’ Mungai 74’ | Marcatori |  |

| Arbitro: | Cariani (Roma) |

|                                                                         |           |                                  |
| Scroccaro 2’, 56’, 84’ Florio 31’ Gersetich 67’ (rig.) Rambone 73’, 78’ | Marcatori | 58’ (rig.) Mungai 75’ Bernasconi |

| Reggio Calabria 20 aprile 1958 29ª giornata | Reggina         | 0 – 0 | Pro Patria | Stadio Comunale\| Arbitro: \| Clemente (Roma) \| |
| Arbitro:                                    | Clemente (Roma) |       |            |                                                  |

| Arbitro: | Cataldo (Roma) |

|                           |           |                                                 |
| Mungai 31’ Bernasconi 53’ | Marcatori | 7’, 82’ Magheri 30’ Rizzo 61’ Pratesi 72’ Rossi |

| Arbitro: | Gazzano (Genova) |

|                 |           |                                           |
| Calloni 3’, 82’ | Marcatori | 12’ Massagrande 47’ Del Gaudio 80’ Marano |

| Arbitro: | Sebastio (Taranto) |

|           |           |  |
| Rossi 60’ | Marcatori |  |

| Arbitro: | Angonese (Mestre) |

|                        |           |          |
| Calloni 64’ Mungai 78’ | Marcatori | 81’ Novi |

| Arbitro: | Gay (Asti) |

|            |           |  |
| Masoni 43’ | Marcatori |  |